# Matias Malmberg
Matias Gunnar Malmberg (Frederiksberg, 31 augustus 2000) is een Deens baan- en wegwielrenner die sinds 2025 rijdt voor Airtox-Carl Ras. In 2021 werd hij, samen met Carl-Frederik Bévort, Tobias Hansen en Rasmus Pedersen, Europees kampioen ploegenachtervolging.

## Carrière
Na op de baan al verschillende nationale en Europese titels te hebben gewonnen, werd Malmberg in 2022 nationaal kampioen tijdrijden bij de beloften. Op het Europese kampioenschap eindigde hij op de elfde plek in diezelfde discipline. Drie weken later won hij, samen met zijn ploeggenoten van Team ColoQuick, de openingsploegentijdrit in de Kreiz Breizh Elites. In de tijdrit van de Flanders Tomorrow Tour was Malmberg respectievelijk vier en negen seconden sneller dan het Jumbo-Vismaduo Tim van Dijke en Lars Boven.

## Baanwielrennen

### Palmares
| Jaar     | DK                   | EK                           | WK         | Overig   |
| Junioren | Junioren             | Junioren                     | Junioren   | Junioren |
| -------- | -------------------- | ---------------------------- | ---------- | -------- |
| 2018     |                      |                              | Ploegkoers |          |
| Beloften |                      |                              |            |          |
| 2021     |                      | Omnium                       |            |          |
| Elite    |                      |                              |            |          |
| 2016     | Ploegenachtervolging |                              |            |          |
| 2017     |                      |                              |            |          |
| 2018     | Omnium               |                              |            |          |
| 2019     | Ploegkoers, Omnium   |                              |            |          |
| 2020     | Omnium               |                              |            |          |
| 2021     | Ploegkoers           | Ploegenachtervolging, Omnium |            |          |

## Wegwielrennen

### Overwinningen
2022
 Deens kampioen tijdrijden, Beloften
1e etappe Kreiz Breizh Elites (ploegentijdrit)
3e etappe deel A Flanders Tomorrow Tour

## Ploegen
- 2022 –  Team ColoQuick
- 2023 –  Maloja Pushbikers
- 2024 –  Maloja Pushbikers
- 2025 –  Airtox-Carl Ras